# Virginia Frances Sterrett

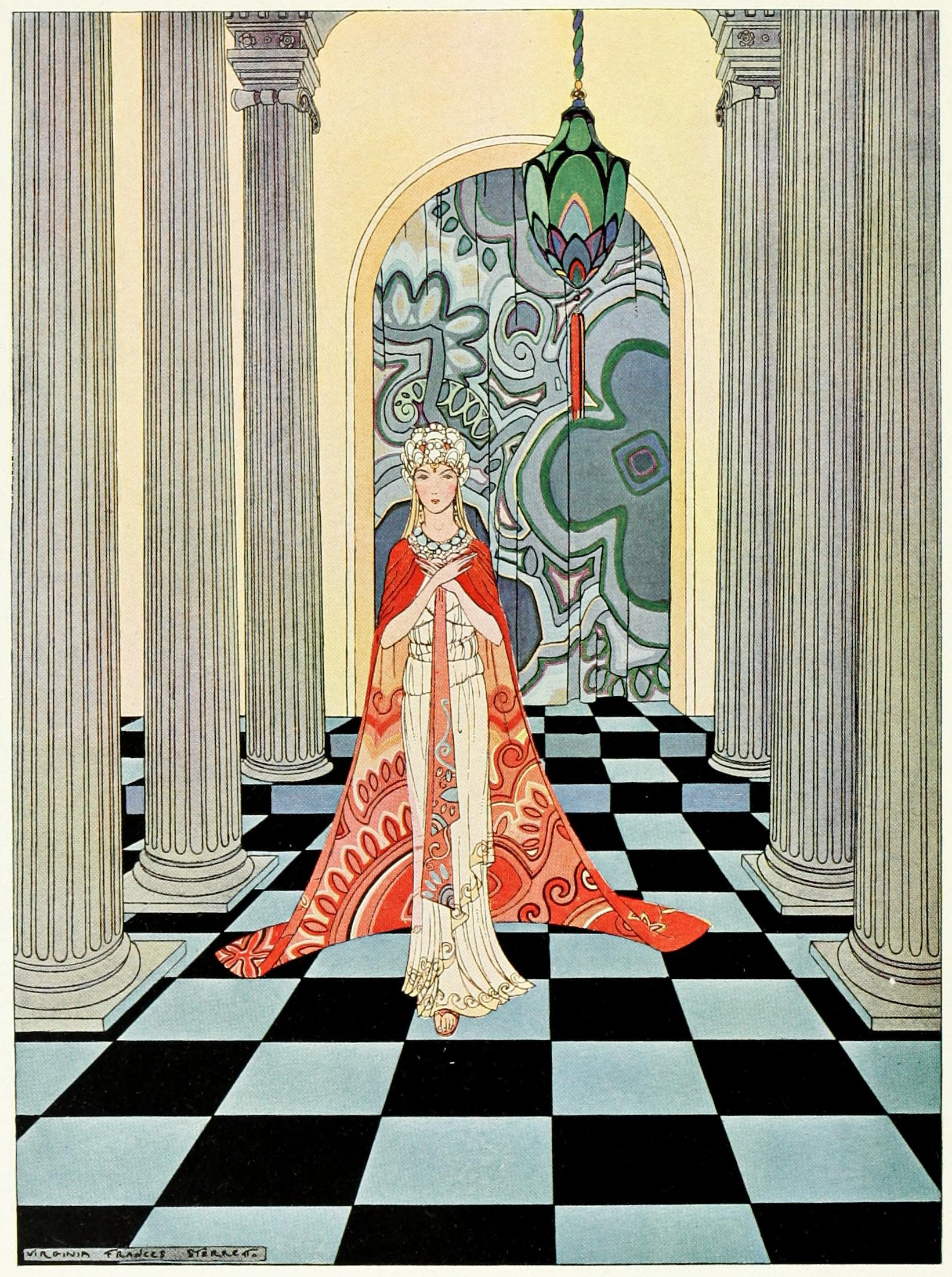
Cover von Tanglewood tales

Virginia Frances Sterrett (* 1900 in Chicago, Illinois; † 8. Juni 1931 in Los Angeles, Kalifornien) war eine US-amerikanische Malerin und Buchillustratorin.

## Leben
Sterrett wurde 1900 in Chicago, Illinois, geboren. Nach dem Tod ihres Vaters zog die Mutter mit den Töchtern Virginia Frances und Mary nach Missouri in die Nähe von Verwandten. Dort gewann Virginia Frances 1913 für ihre Zeichnungen mehrere Preise bei der „Kansas State Fair“. 1915 kehrte die Familie nach Chicago zurück. Dort besuchte Virginia Frances die High School und später mit einem Stipendium das Art Institute of Chicago. Ein Jahr nach ihrem Eintritt in das Institut erkrankte ihre Mutter schwer und Sterrett brach das Studium ab, um für ihre Familie zu sorgen. Sie fand Arbeit in einer Werbeagentur, arbeitete aber weiterhin privat an ihren Zeichnungen.

Old French Fairy Tales
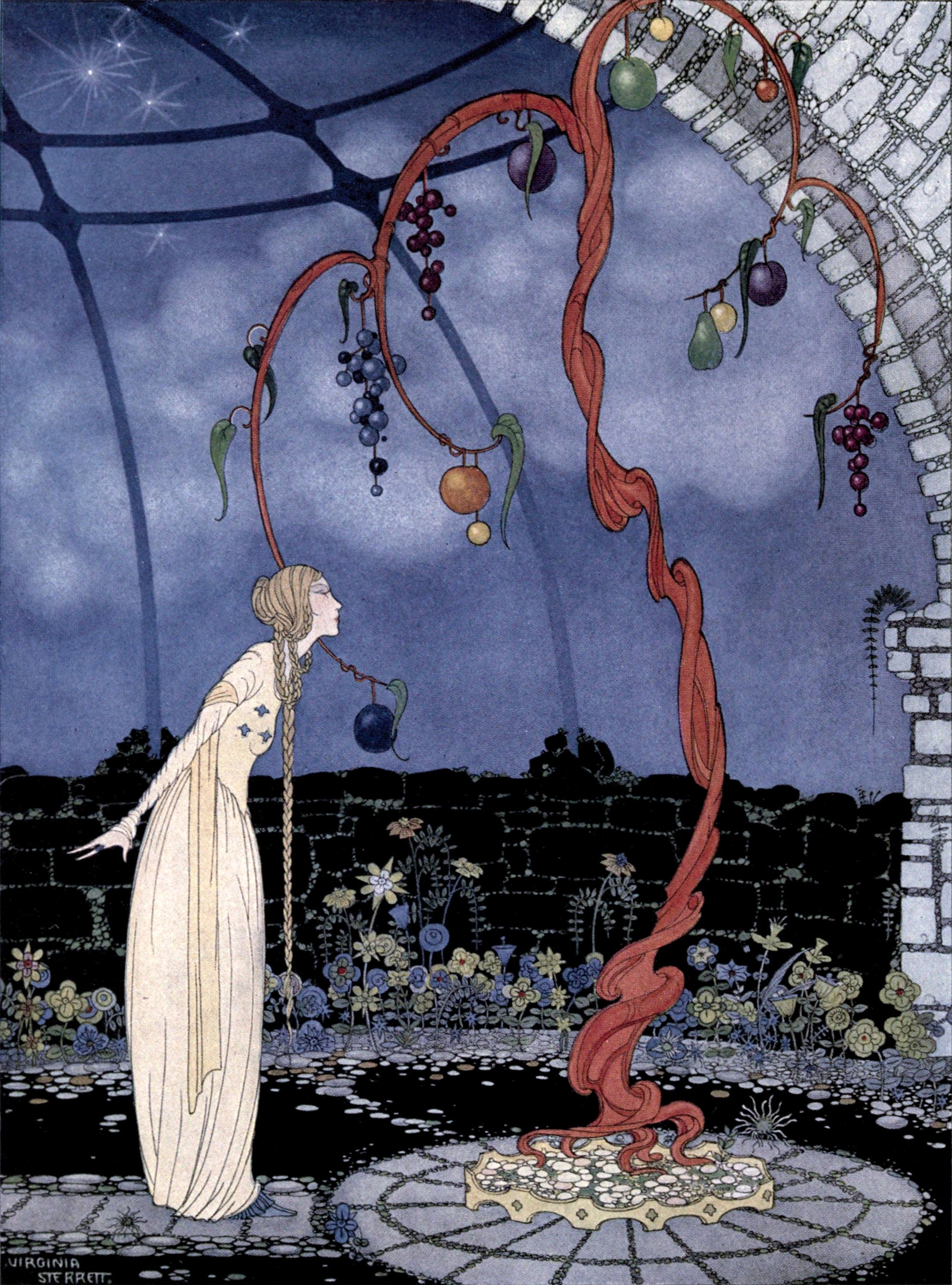
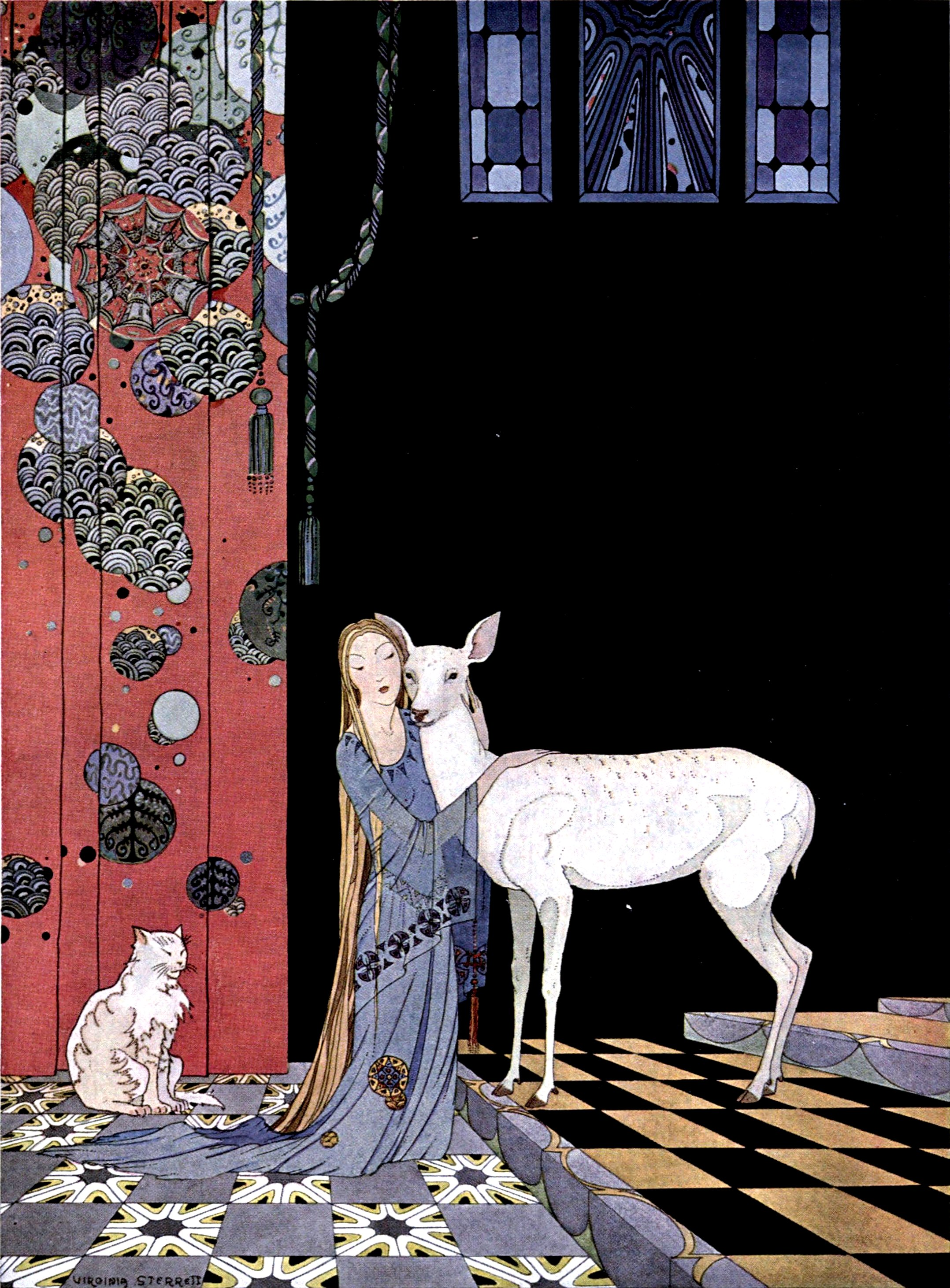
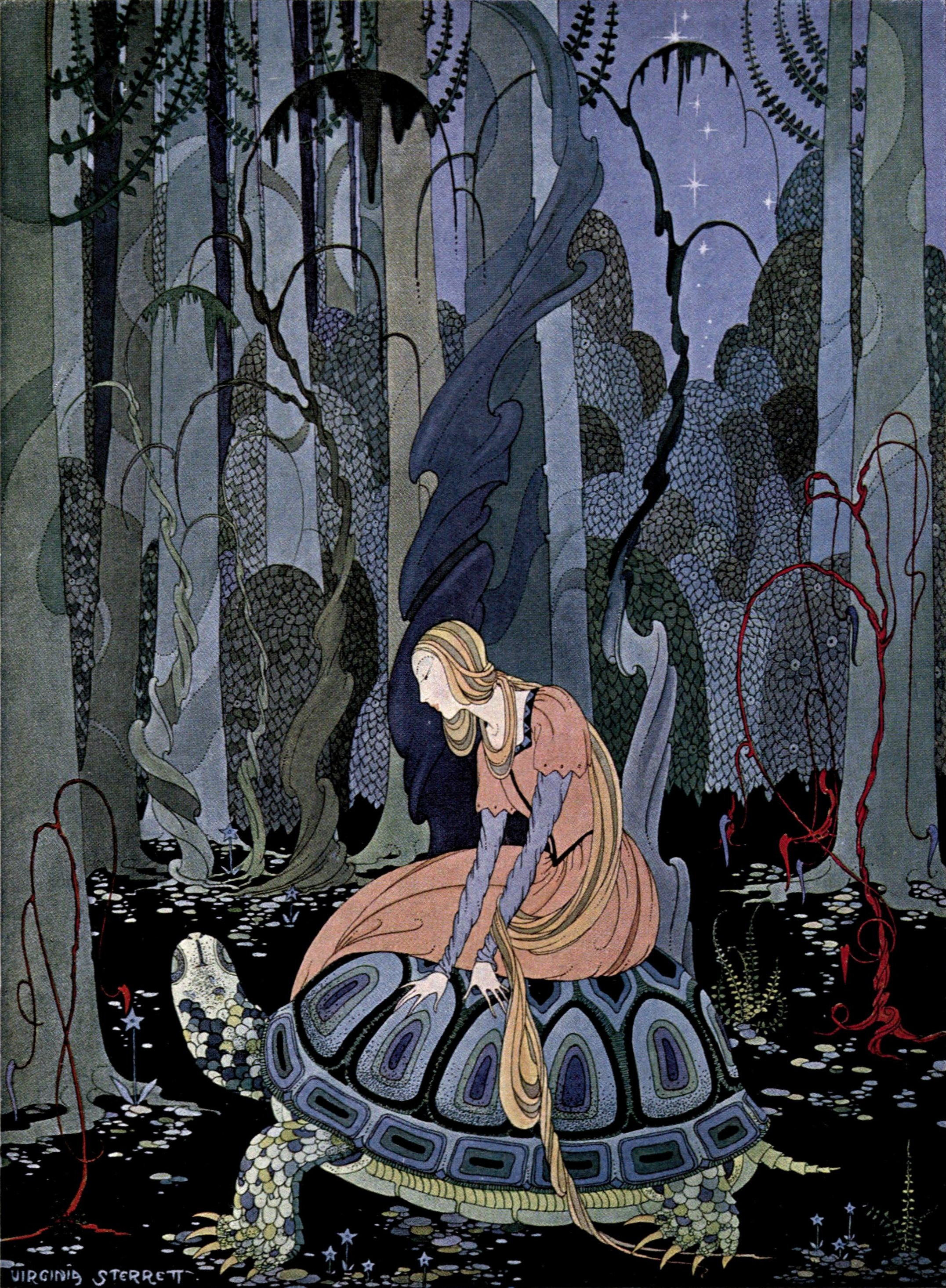

1919 im Alter von 19 Jahren und kurz nachdem bei ihr Tuberkulose diagnostiziert worden war, erhielt sie von der „Penn Publishing Company“ den Auftrag für die Illustration von Old French Fairy Tales (1920), einer Sammlung von Werken der französischen Autorin des neunzehnten Jahrhunderts, Sophie de Ségur. Für ihre 16 Federzeichnungen und acht Aquarelle erhielt Sterrett 500 Dollar, zusätzlich 250 Dollar für eine farbige Zeichnung für den Umschlag und Tuschezeichnungen für die Vorsatzblätter und den Einband. Durch ihre zarten, aber dennoch kraftvollen Illustrationen machte sie sich schnell einen Namen als Illustratorin von Kinderbüchern.

Tanglewood Tales
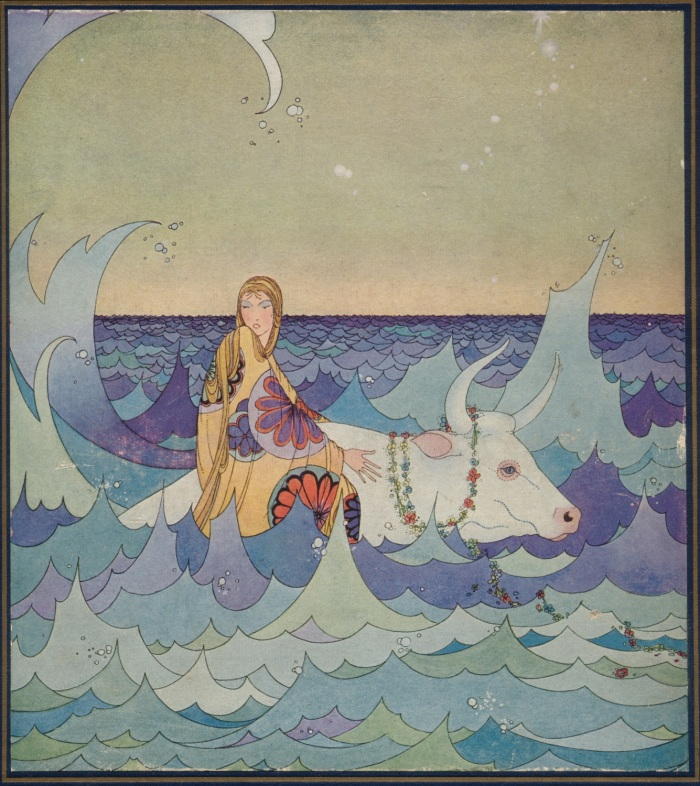
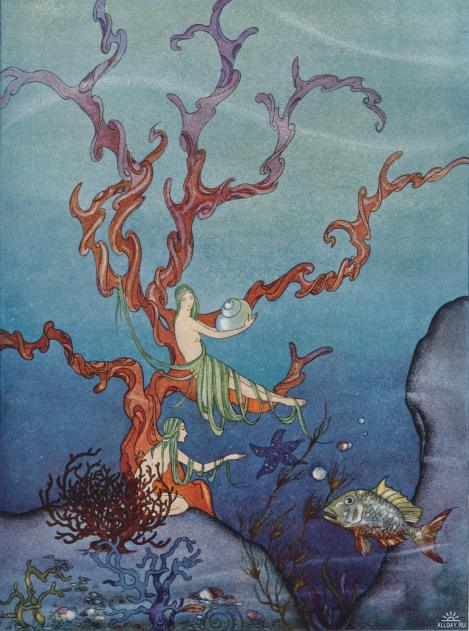
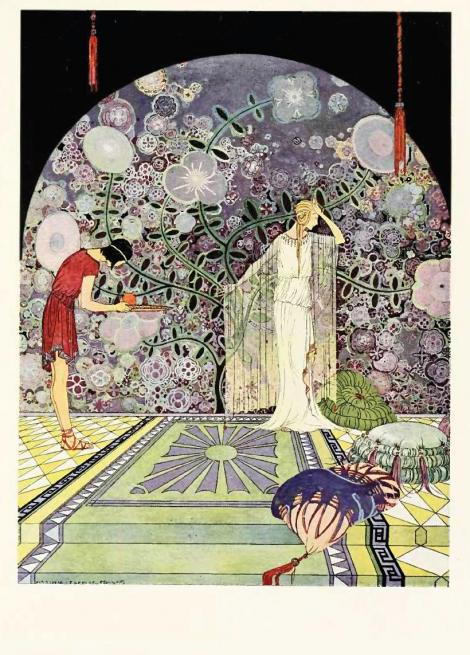
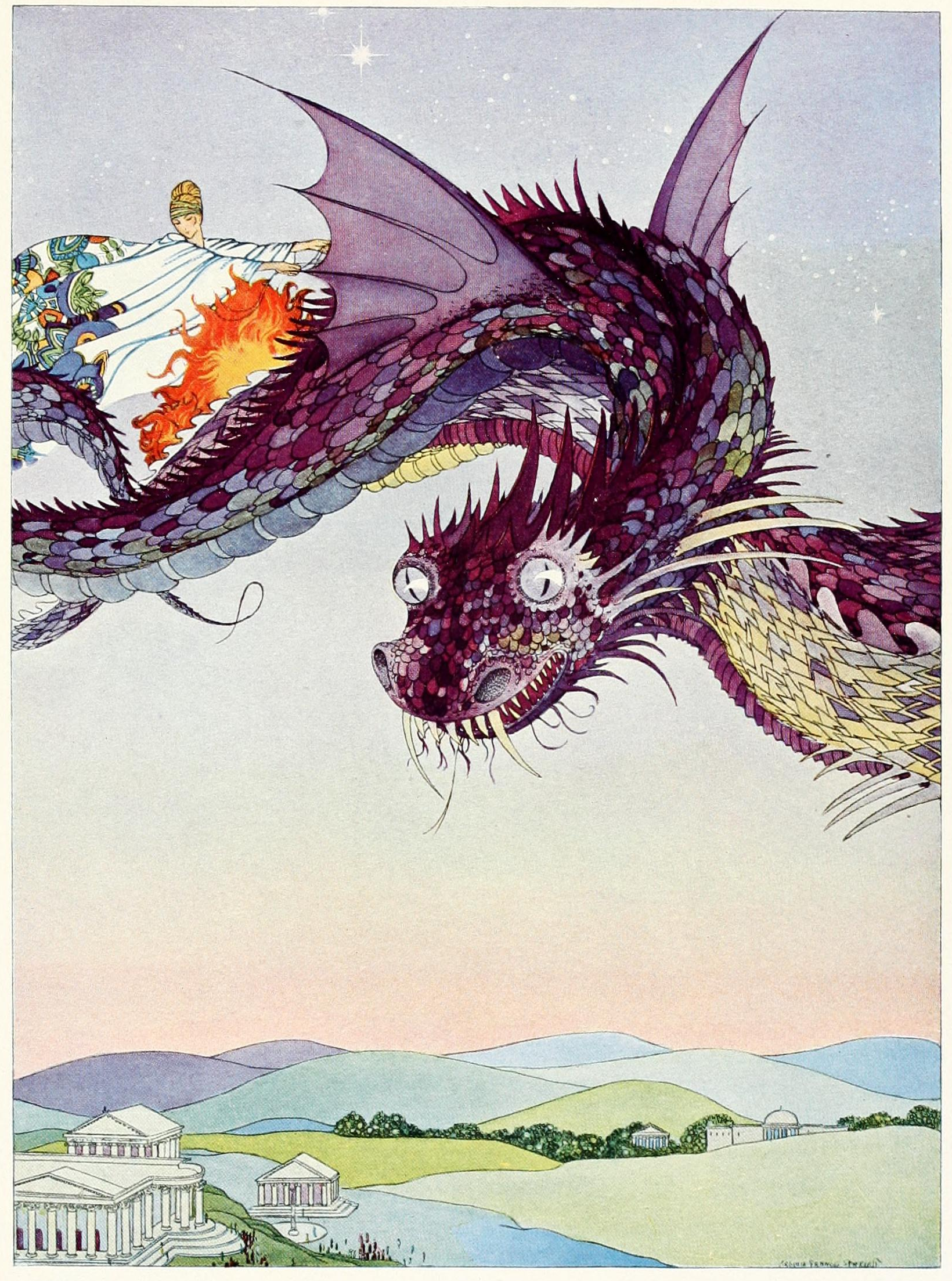

Im Jahr darauf erschien 1921 Tanglewood Tales, das Sterrett ebenfalls im Auftrag von Penn Publishing Company illustriert hatte. Das Buch wurde von  Nathaniel Hawthorne als Fortsetzung seines A Wonder-Book for Girls and Boys (erstmals 1851 erschienen) geschrieben. Die Bücher enthielten nacherzählte Mythen aus der griechischen Mythologie und machten Sterretts Werk weiter bekannt.

Tausendundeine Nacht
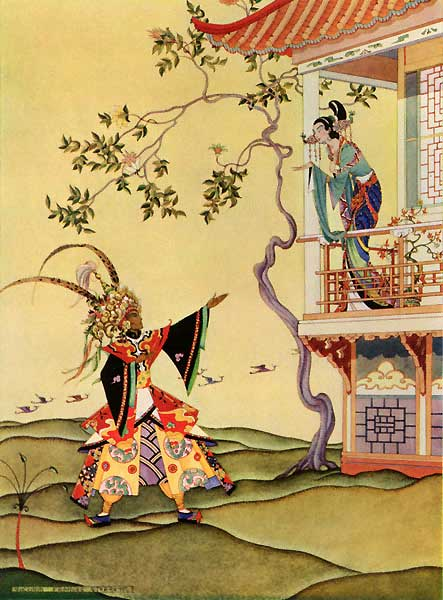
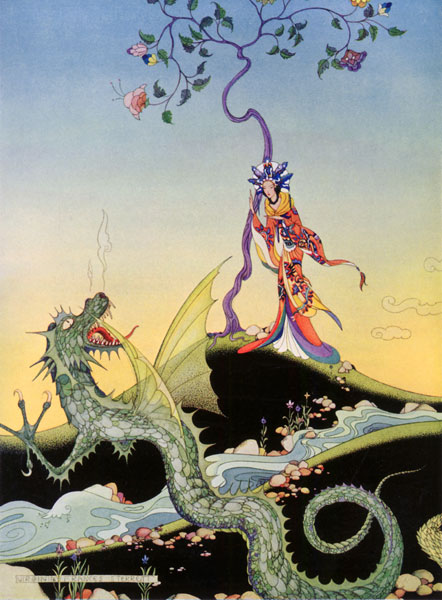
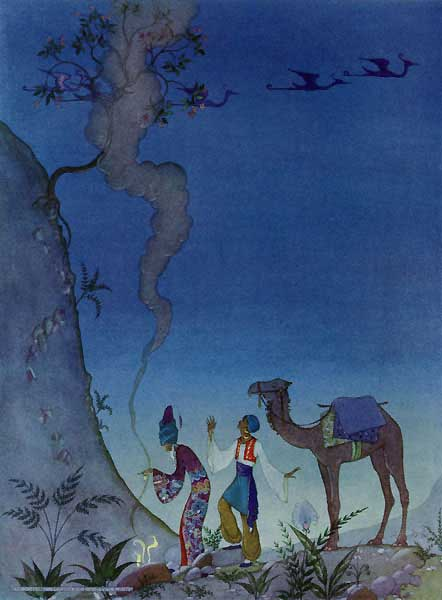

1923 zog die Familie ins südkalifornische Altadena nördlich von Pasadena. Sterrett musste erstmals wegen ihrer Krankheit ins Compton Sanitorium und konnte in Folge nur noch eingeschränkt an Projekten arbeiten und zeichnen. Bis zu ihrem Tod schloss sie nur noch einen weiteren Auftrag, wiederum von Penn Publishing Company, ab. Ihre eigene Interpretation von Arabian Nights dauerte drei Jahre bis zur Fertigstellung. Tausendundeine Nacht erschien 1928 und wurde ihr bekanntestes Werk.
Um 1929/1930 verbesserte sich ihr Gesundheitszustand kurzfristig, und sie konnte an zahlreichen Wettbewerben und Messen teilnehmen, unter anderem an der „Los Angeles County Fair“ und der „California State Fair“. Sie stellte auch lokal in der „Little Gallery“ in Monrovia, Kalifornien, aus. 1931 starb sie in Los Angeles an Tuberkulose.
Nach ihrem Tod am 8. Juni veröffentlichte die „St. Louis Post-Dispatch“, eine große regionalen Tageszeitung, am 5. Juli 1931 in ihrer Beilage einen Nachruf, in dem Sterretts Leben und Werk gewürdigt wurden, vor allem die „zarte, fantastische Schönheit, geschaffen mit Pinsel und Bleistift. ... Vielleicht waren es die Nöte ihres eigenen Lebens, die dem Werk der jungen Künstlerin seine phantasievolle Qualität verliehen. In den phantasievollen Szenen, die sie zu Papier brachte, muss sie den harten Realitäten des Daseins entflohen sein“.
Vom 3. August bis 2. September 1946 zeigte das City Art Museum in St. Loui Original-Illustrationen, Zeichnungen und Aquarelle von Virginia Frances Sterrett, die teilweise Leihgaben ihrer Schwester Mary Sterrett waren.

## Illustrationen
Alle drei Bücher erschienen bei der Penn Publishing Company. Die einfachen Geschichten in großer Schrift waren als Kinderbücher konzipiert.
- 1920: Old French Fairy Tales von Sophie de Ségur
- 1921: Tanglewood Tales von Nathaniel Hawthorne
- 1928: Tausendundeine Nacht